# 1928年サンモリッツオリンピックのチェコスロバキア選手団
1928年サンモリッツオリンピックのチェコスロバキア選手団（1928ねんサンモリッツオリンピックのチェコスロバキアせんしゅだん）は、1928年2月11日から2月19日までスイスのサンモリッツで開催された1928年サンモリッツオリンピックのチェコスロバキア選手団、およびその競技結果。

## 概要
今大会は銅メダル1個を獲得した。
スキージャンプで、ルドルフ・プルケルトが冬季オリンピックでチェコスロバキア初のメダルとなる銅メダルを獲得した。

## メダル
| メダル | 選手名               | 競技           | 種目 |
| ------ | -------------------- | -------------- | ---- |
| 銅     | ルドルフ・プルケルト | スキージャンプ | 男子 |